# P. K. Subban
Pernell Karl „P. K.“ Subban (* 13. Mai 1989 in Toronto, Ontario) ist ein ehemaliger kanadischer Eishockeyspieler. Der Abwehrspieler bestritt zwischen 2010 und 2022 insgesamt 834 Partien für die Montréal Canadiens, Nashville Predators und New Jersey Devils in der National Hockey League (NHL). Er galt zeitweise als einer der besten Abwehrspieler der Liga und wurde im Jahre 2013 mit der James Norris Memorial Trophy geehrt, die den besten Spieler auf dieser Position auszeichnet. Mit der kanadischen Nationalmannschaft gewann Subban die Goldmedaille bei den Olympischen Winterspielen 2014.

## Karriere

### Juniorenligen (2004–2009)
P. K. Subban spielte zunächst in einer unterklassigen kanadischen Juniorenliga, bevor der Verteidiger in der OHL Priority Selection 2005 von den Belleville Bulls selektiert wurde. Für diese stand der Kanadier zwischen 2005 und 2009 in über 250 Spielen in der Ontario Hockey League auf dem Eis, wobei sein größter Mannschaftserfolg das Erreichen der Finalserie um den J. Ross Robertson Cup in der Spielzeit 2007/08 war. Da die im OHL-Finale siegreichen Kitchener Rangers als Gastgeber bereits für den Memorial Cup 2008 qualifiziert waren, nahm Subban mit den Belleville Bulls ebenfalls am Turnier teil.

### Montréal Canadiens (2009–2016)

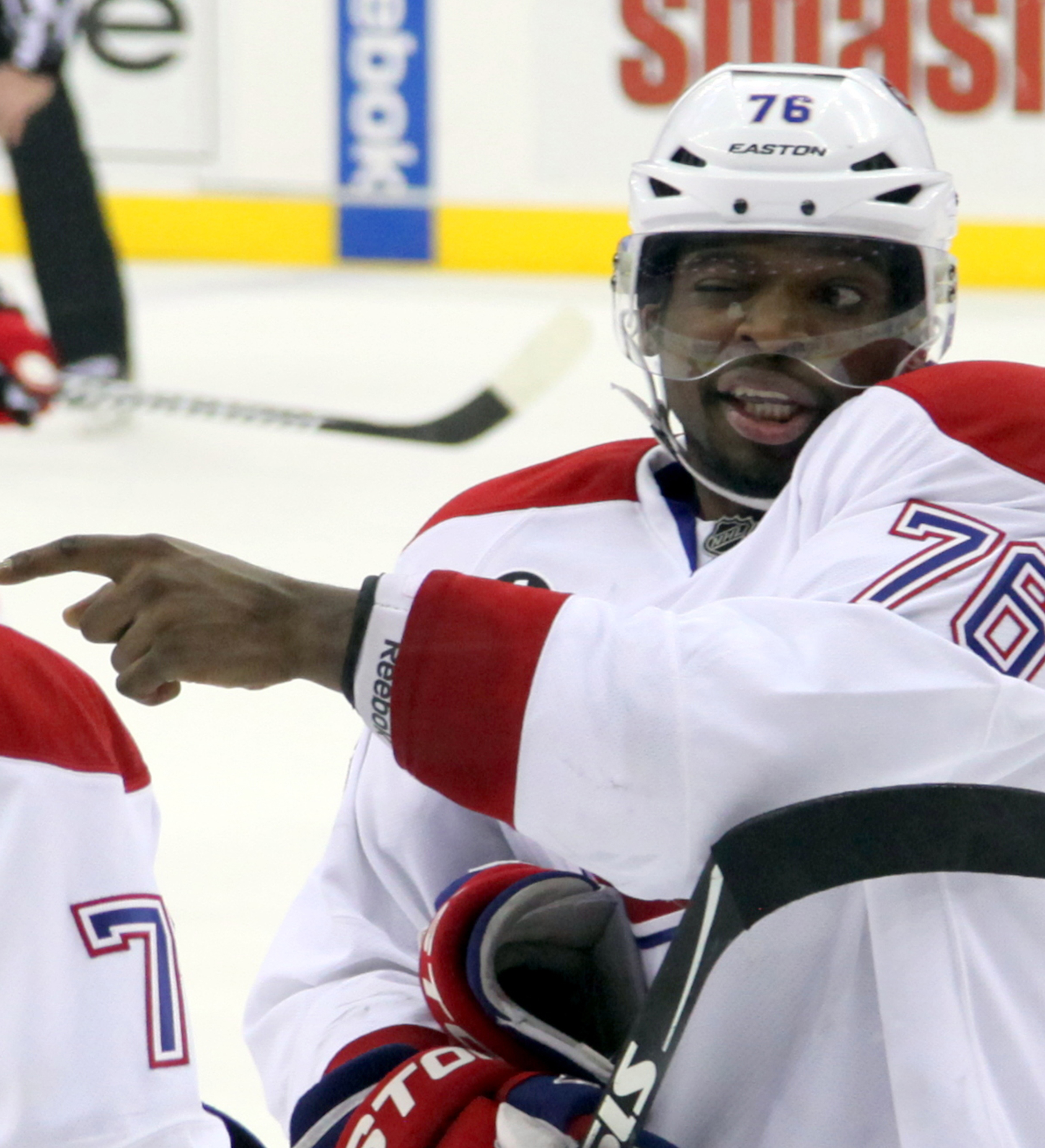
Subban im Trikot der Canadiens (2015)

Im Sommer 2009 erhielt er seinen ersten Profivertrag im Franchise der Montréal Canadiens, die ihn im NHL Entry Draft 2007 in der zweiten Runde an insgesamt 43. Position ausgewählt hatten, und kam zunächst bei den Hamilton Bulldogs in der American Hockey League zum Einsatz. Am 12. Februar 2010 debütierte Subban für die Montréal Canadiens in der National Hockey League. Bei der 2:3-Niederlage gegen die Philadelphia Flyers verbuchte er seinen ersten Assist. Am Folgetag erzielte er einen weiteren Assist, die Canadiens verloren erneut. Für das NHL All-Star Game 2011 wurde er als einer von zwölf Rookies nominiert, die am Honda NHL SuperSkills teilnahmen.
Am 20. März 2011 erzielte er als erster Rookie-Verteidiger in der Historie der Montréal Canadiens einen Hattrick, als der Verteidiger im Auswärtsspiel bei den Minnesota Wild drei Treffer verbuchte. Nachdem sich Subban mit den Canadiens zu Beginn der Lockout-Saison 2012/13 zunächst nicht auf eine weitere Vertragsverlängerung einigen konnte, kamen beide Seiten im Januar 2013 über einen neuen Zweijahresvertrag ein. In den verbleibenden 42 Saisonspielen markierte der Kanadier 38 Scorerpunkte und erhielt im Anschluss die James Norris Memorial Trophy als bester Verteidiger der abgelaufenen Spielzeit.
Im folgenden Jahr bestritt Subban alle 82 Partien der Hauptrunde und war insbesondere in den Play-offs mit 14 Scorerpunkten aus 17 Spielen ein maßgeblicher Faktor beim Einzug seiner Mannschaft in das Eastern-Conference-Finale, wo man jedoch den New York Rangers unterlag. Während der Sommerpause gab es erneut langwierige Verhandlungen hinsichtlich seiner Vertragsverlängerung, wobei man sich im August 2014 auf einen Kontrakt über acht Jahre bei einem kolportierten Gesamtgehalt von 72 Millionen US-Dollar einigte und Subban somit zum bestbezahlten Defensivspieler der NHL wurde.

### Nashville und New Jersey (2016–2022)
Im Juni 2016 gaben ihn die Canadiens an die Nashville Predators ab und erhielten im Gegenzug Shea Weber. In seiner ersten Saison in Nashville erreichte er mit den Predators das Stanley-Cup-Finale, unterlag dort allerdings den Pittsburgh Penguins. Nach drei Jahren bei den Predators wurde er im Juni 2019 zu den New Jersey Devils transferiert, während Nashville Steven Santini und Jérémy Davies sowie jeweils ein Zweitrunden-Wahlrecht für die NHL Entry Drafts 2019 und 2020 erhielt.
Für sein fortwährendes soziales Engagement wurde Subban im Jahre 2022 mit der King Clancy Memorial Trophy geehrt. Im Sommer 2022 jedoch wurde sein auslaufender Vertrag in New Jersey nicht verlängert, bevor er im September 2022 das Ende seiner aktiven Laufbahn verkündete. Insgesamt hatte der Abwehrspieler 834 NHL-Partien bestritten und dabei 467 Scorerpunkte verzeichnet.

### International

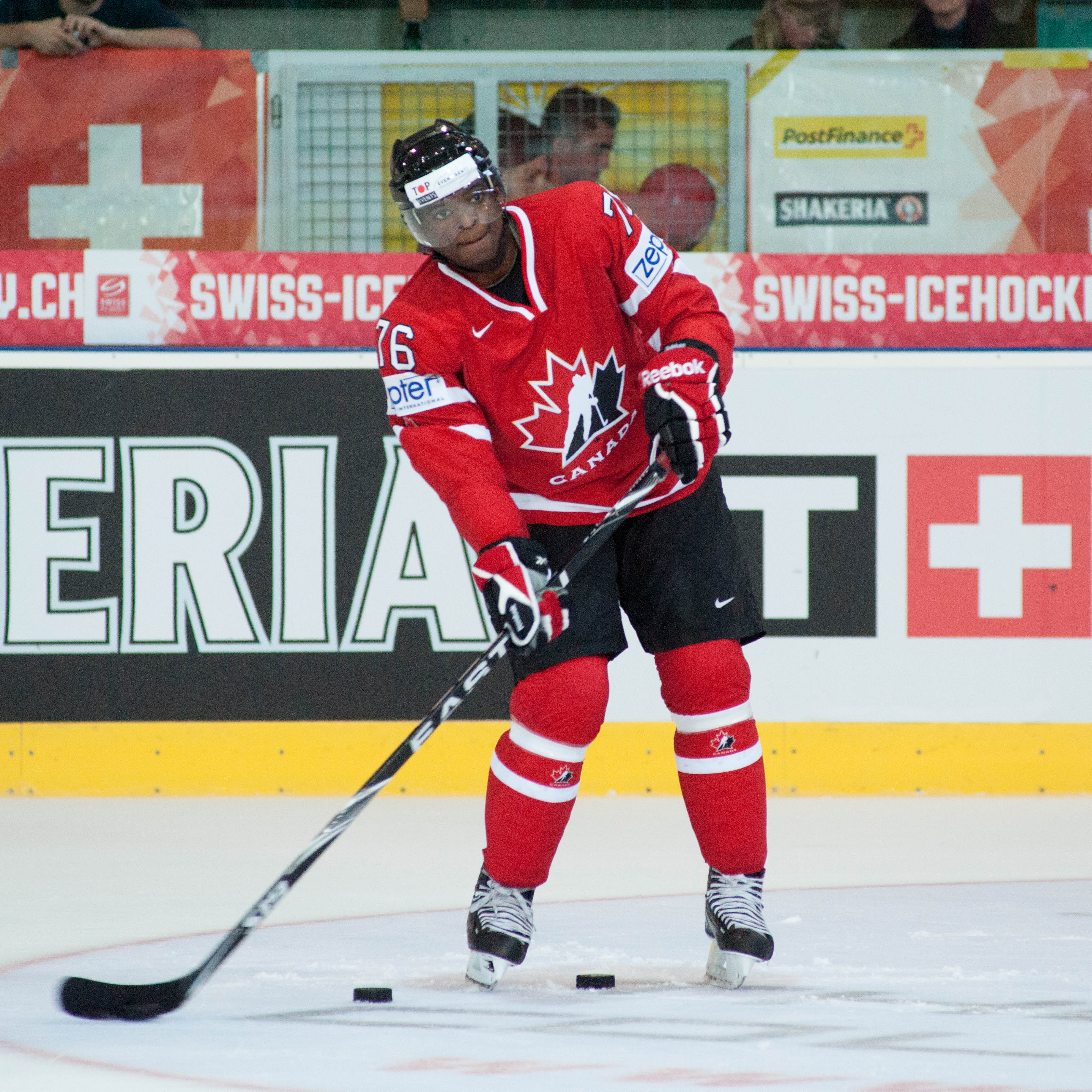
P. K. Subban im Trikot der kanadischen Nationalmannschaft

P. K. Subban spielte bisher bei zwei Weltmeisterschaften für die kanadische U20-Juniorenauswahl und gewann dabei sowohl 2008, als auch 2009 die Goldmedaille. Zudem wurde er in das All-Star-Team der Weltmeisterschaft 2009 berufen und gehörte auch statistisch zu den besten Spielern des Turniers. Im April 2012 debütierte er für die kanadische Herren-Auswahl in einem Vorbereitungsspiel gegen die Schweiz. Aufgrund einer Verletzung verpasste er aber die folgende Weltmeisterschaft. 2014 wurde er mit der kanadischen Nationalmannschaft Olympiasieger.

## Erfolge und Auszeichnungen
| - 2009 OHL First All-Star Team - 2010 Teilnahme am AHL All-Star Classic - 2010 AHL All-Rookie Team - 2010 AHL First All-Star Team - 2011 Teilnahme an der NHL All-Star Game SuperSkills Competition - 2011 NHL All-Rookie Team - 2013 James Norris Memorial Trophy | - 2013 NHL First All-Star Team - 2015 NHL First All-Star Team - 2016 Teilnahme am NHL All-Star Game - 2017 Teilnahme am NHL All-Star Game - 2018 Teilnahme am NHL All-Star Game - 2018 NHL Second All-Star Team - 2022 King Clancy Memorial Trophy |

### International
- 2008 Goldmedaille bei der U20-Junioren-Weltmeisterschaft
- 2009 Goldmedaille bei der U20-Junioren-Weltmeisterschaft
- 2009 All-Star-Team der U20-Junioren-Weltmeisterschaft
- 2014 Goldmedaille bei den Olympischen Winterspielen

## Karrierestatistik

### International
Vertrat Kanada bei:
- U20-Junioren-Weltmeisterschaft 2008
- U20-Junioren-Weltmeisterschaft 2009
- Weltmeisterschaft 2013
- Olympische Winterspiele 2014

(Legende zur Spielerstatistik: Sp oder GP = absolvierte Spiele; T oder G = erzielte Tore; V oder A = erzielte Assists; Pkt oder Pts = erzielte Scorerpunkte; SM oder PIM = erhaltene Strafminuten; +/− = Plus/Minus-Bilanz; PP = erzielte Überzahltore; SH = erzielte Unterzahltore; GW = erzielte Siegtore; 1 Play-downs/Relegation; Kursiv: Statistik nicht vollständig)

## Familie und Privates
Seine Brüder Jordan und Malcolm sind ebenfalls professionelle Eishockeyspieler. Ab 2018 war er mit der US-amerikanischen Skirennläuferin Lindsey Vonn liiert. Subban und Vonn gaben im August 2019 ihre Verlobung bekannt. Im Dezember 2020 trennte sich das Paar wieder.